# 直江喜一
直江 喜一（なおえ きいち、1963年〈昭和38年〉1月8日 - ）は、日本の俳優。東京都出身。身長164cm。体重71kg。吉本興業所属。

## 来歴・人物
1975年、劇団「こまどり」に入団。
1979年、『3年B組金八先生』の楓中学校・不良生徒役で柳沢順吾(柳沢慎吾)とともに俳優デビュー。
1980年、『3年B組金八先生2』で加藤優役として出演し、「腐ったミカンの方程式」の回でブレイク。後に他のドラマやバラエティ番組に出演し、特に『金八』シリーズを観た若者の人気を得る。
1981年9月25日、シングル『悲しきティーン・エイジャー』、アルバム『俺はオレンジなんかじゃない』を日本フォノグラム（現：ユニバーサルミュージックLLC）から同時リリース。
1992年3月に芸能界を一旦引退した。その理由は、1歳年下の知人が仕事で数百万の伝票を切っているのを知り、自分も社会人として再出発したいという気持ちが嵩じ、「どうせならやったことのない仕事をやってみよう」という思いが重なったためである。
役者引退後は建設業界に就職、二級建築士、1級建築施工管理技士の資格を取得。35歳で松井建設に転職、2008年10月から多摩営業所所長を務める。2014年4月より3年間にわたって北陸支店営業部長として金沢市に赴任。現在は同社の本社営業第2部部長。元妻は大見久代で現妻は3年B組貫八先生の秋田令子(屋木里美)。
芸能界引退後はテレビ出演や取材を断っていたが、2007年12月の『快感MAP』のロケで西川史子から出演を直接交渉された。直江は難色を示していたが、西川の巧みな交渉術で出演を承諾した。出演はわずかの時間だったが、西川のリクエストに応じていた。2008年11月22日には『あの人は今!?』に、2009年3月13日には『2時っチャオ!』内のコーナーに出演した。2011年からサラリーマンの傍ら芸能活動も再開。
2013年7月21日、2019年7月21日になんばグランド花月ではじめのだんじり新喜劇に出演。2016年、自身のレーベルでCDを作成。金沢赴任時に作詞・作曲した「見附島のえんむすびーちで」「前だけを見て歩く男でありたい」を含めたアルバム『道』をリリースしている。2020年11月15日付の読売新聞と、2021年12月24日の毎日新聞に直江の特集が掲載された。2011年にトークショーに出演したことをきっかけに、バンドグループ「直江喜一とオレンジブレイカーズ」を結成。定期的に劇団ジャっプリンでの公演と、作詞・作曲の歌でライブを行っている。

## エピソード
『金八先生』第2シリーズの収録終了時に、武田鉄矢は卒業記念として男子生徒役の役者全員に自身のコレクションであるビニ本をプレゼントしていたが、自身と沖田浩之は当時既に18歳だったため、「お前ら二人は自分で買え」と言われビニ本コレクションは貰えなかった。武田は直江については沖田とともに期待していた役者であったため、特に厳しくしていたという。
「金八ファイナル」での加藤のモデル人物と企業は「安田組」の安田光一で、撮影前に協力雇用主などの訪問取材している。金八4で既にハゲて太っており、その事はファイナルで伊藤つかさと大川明子からネタにされているが本人はとぼけている。なお、安田はH27年に脱税で起訴されている
読売新聞 2020年11月15日紙面コラム「あれから」では金八先生出演時や後日談が掲載され、ランニングサークル、バンド、劇団などでの活動や小山内美江子との交流が続いている事も紹介されている。
自身のモノマネをしている松村邦洋と交友がある。バラエティ番組で共演した際に連絡先を交換した。金八ファイナルに15年ぶりの出演に当たり、自身が加藤を忘れていた為、松村に「加藤ってどうやるんだっけ?」と連絡して教えてもらったという。金八終了後は動画サイトで共演し、金八ファンに向けての動画配信を行っている。出川哲朗とは最近まで交友がなかったが、2021年の番組で交友が出来たという。

## ディスコグラフィ
シングル
1. 悲しきティーン・エイジャー／けんか帰り（1981年9月25日、フィリップス・レコード）
2. 南から／酒でも飲もうや（2012年）
3. 見附島のえんむすびーちで! （2016年）
4. 前だけを見て歩く男でありたい（2016年）

アルバム
1. 俺はオレンジなんかじゃない（1981年9月25日、フィリップス・レコード）
2. 道（2016年）

## 出演歴

### テレビドラマ
- 3年B組金八先生（TBS系） 
  - 第1シリーズ 第7回 「学ラン長ラン大混乱」（1979年12月7日） - 楓中学の不良・佐々木 役
  - 第2シリーズ（1980年 - 1981年） - 加藤優 役
  - スペシャル2「イレ墨をした教え子」（1983年10月7日） - 加藤優 役　
  - スペシャル4「イジメられっ子金八先生」（1985年12月17日） - 加藤優 役
  - スペシャル5「先生の暴力・生徒の暴力」（1986年12月26日） - 加藤優 役
  - 第4シリーズ第14話「オ受験母子の対決」（1996年1月25日） - 加藤優 役
  - ファイナル〜「最後の贈る言葉」（2011年3月27日） - 加藤優 役
- 父母の誤算（1981年、TBS） - 北原聖一 役
- メチャン子・ミッキー（1982年、TBS） - 竹田和夫（沈没トリオ） 役
- 刑事ヨロシク 第4話「七輪の刑事」（1982年、TBS）
- 親と子の誤算（1982年、TBS） - 池田十三男 役
- Gメン'82 第6話「サラ金に来た雨合羽の男」（1982年、TBS）
- 特捜最前線（テレビ朝日）
  - 第290話「ふるさとの女」（1982年）
  - 第428話「追跡・ラブホテルの目撃者!」（1985年）
- 火曜サスペンス劇場（日本テレビ）
  - 「狙われた美人キャスター」（1983年3月1日） - 立川吉彦 役
  - 「名無しの探偵4愛の死角」（1988年4月26日） - クリーニング店店員 役
  - 「完全犯罪研究室」（1990年4月10日、にっかつ） - 研究員 役
  - 殺人回廊（1991年2月4日）
- ポーラテレビ小説「おゆう」（1983年、TBS）
- 金曜日の妻たちへ（1983年、TBS） - 泉信一 役
- ハロー!グッバイ（1985年、TBS）
- 禁じられたマリコ（1985年、TBS） - ノボル 役
- 誇りの報酬 第2回「命があったら総監賞」（1985年、日本テレビ） - 田上
- 大都会25時 第6話「女ライダーを狙う変装警官！」（1987年、テレビ朝日）
- 木曜ゴールデンドラマ（讀賣テレビ放送）
  - 「母VS娘、女のたたかい」（1987年）
  - 「ああ重度痴呆病棟」（1991年、福岡放送）
- ハングマンGOGO 第12話「パンダが見た! アイドル殺人事件」（1987年、ABCテレビ） - 北村辰夫 役
- 花王愛の劇場「料理恋物語」（1988年、TBS）
- 男と女のミステリー「おふくろに脱帽!!」（1989年、フジテレビ）
- 愛し方がわからない（1989年、TBS） - 山川（花婿学校の生徒） 役
- NHK大河ドラマ「翔ぶが如く」 第2部 第41、42話（1990年、NHK） - 向井 役
- 刑事貴族2 第2話・第19話（1991年、日本テレビ） - 情報屋 役
- 黒い十人の黒木瞳II「黒いクレーマー」（2012年、NHK BSプレミアム）
- フレネミー -どぶねずみの街-（2013年、日本テレビ） - 北見 役
- まれ 第29話（2015年、NHK）
- 水戸黄門 （2017年、2019年、BS-TBS）
- おいしい給食 Season2（2021年、テレビ神奈川他） - 鏑木優 役
- 相棒 Season22 第9話 「男の花道」(2023年、テレビ朝日) - 住職 役
- 私の知らない私 第10話（2025年3月14日、読売テレビ・日本テレビ） - 中古車ディーラー 役[8]
- イグナイト -法の無法者- 第8話（2025年6月6日、TBS） - 伊藤院長 役[9]

### 映画
- 星の牧場（1987年）
- のぞみウィッチィズ（1990年） - ボクシング部の先輩 役
- くろねこルーシー（2012年）
- ペコロスの母に会いに行く（2013年）
- はなちゃんのみそ汁（2014年）
- 糸（2018年）
- 劇場版 おいしい給食 Final Battle（2020年） - 鏑木優 役
- 劇場版 おいしい給食 卒業 (2022年） - 鏑木優 役
- ビーバップのおっさん (2022年)  - おにぎり屋の店主 役
- それいけ!ゲートボールさくら組 (2023年)
- 還暦高校生（2025年） - 伊藤 役[10]

### 舞台
- 天翔る羊たち
- ドリスとジョージ
- 最後のOBASAN（2011年）
- SARU〜天下を盗んだ兄弟〜（2012年）
- でんすけ(2012年)
- エイジ（2017年）
- 海と夢と小さな秘密(2023年)

### バラエティ
- ウッチャンナンチャンの誰かがやらねば!（フジテレビ、1990年）
- とんねるずのみなさんのおかげです（フジテレビ、1990年）
- ビートたけしのお笑いウルトラクイズ（日本テレビ、1992年）
- テレビの王様（TBS、1994年）
- サタスペ! あの有名人は今（テレビ朝日、2009年6月6日）
- 極上空間（BS朝日、2012年5月19日）
- 有田とマツコと男と女（TBS、2012年7月5日）
- 解決!ナイナイアンサー（日本テレビ、2013年7月2日）
- 爆報! THE フライデー（TBS、2013年10月4日）
- 芸能人今でもスゴい!懐かしの100人すべて見せます生放送スペシャル!（フジテレビ、2014年1月7日）
- 土曜はドキドキ（北陸朝日放送、2014年 - 2016年　単独コーナー「いいじい石川」）
- ダウンタウンのガキの使いやあらへんで!!・絶対に笑ってはいけない大脱獄24時（日本テレビ、2014年12月31日） - 加藤優 役
- クイズ!脳ベルSHOW（BSフジ、2017年3月13日 - 3月14日、2018年5月28日・5月29日・6月1日）

### 吹き替え
- シェナンドー河 ※テレビ東京版

### ラジオ
- 直江喜一・今井宏美のハッピーミニッツ（FM丹波・Tokyo Star Radio・DARAZ FM、2022年11月 - ）